# Campeonato Mundial de Ginástica Rítmica de 1977
O VIII Campeonato Mundial de Ginástica Rítmica transcorreu entre os dias 13 e 16 de outubro de 1977, na cidade de Basel, na Suíça.

## Eventos
- Grupos
- Individual geral
- Arco
- Bola
- Corda
- Fita

## Medalhistas
| Evento           | Ouro                                          | Prata                                                                                          | Bronze                                             |
| Grupos           | União Soviética · (38,370)                    | Bulgária · (38,300)                                                                            | Tchecoslováquia · (37,600)                         |
| Individual geral | Irina Deriugina · União Soviética · (38,650)  | Galina Shugurova · União Soviética · (38,600)                                                  | Kristina Guiourova · Bulgária · (38,250)           |
| Fita             | Irina Deriugina · União Soviética · (19,450)  | Carmen Rischer · Alemanha Ocidental · (19,200) · Galina Shugurova · União Soviética · (19,200) | nenhuma                                            |
| Arco             | Galina Shugurova · União Soviética · (19,400) | Irina Deriugina · União Soviética · (19,300)                                                   | Kristina Guiourova · Bulgária · (19,150)           |
| Corda            | Galina Shugurova · União Soviética · (19,500) | Zuzana Zaveska · Tchecoslováquia · (19,350)                                                    | Iveta Havlickova · Tchecoslováquia · (19,300)      |
| Bola             | Galina Shugurova · União Soviética · (19,650) | Irina Deriugina · União Soviética · (19,600)                                                   | Natalia Krachinnekova · União Soviética · (19,450) |

## Quadro de medalhas
| Ordem | País               | Medalha de ouro | Medalha de prata | Medalha de bronze |    |
| ----- | ------------------ | --------------- | ---------------- | ----------------- | -- |
| 1     | União Soviética    | 6               | 4                | 1                 | 11 |
| 2     | Bulgária           |                 | 1                | 2                 | 3  |
| 2     | Checoslováquia     |                 | 1                | 2                 | 3  |
| 4     | Alemanha Ocidental |                 | 1                |                   | 1  |
| TOTAL | TOTAL              | 6               | 7                | 5                 | 18 |